# Agave eggersiana
Agave eggersiana är en sparrisväxtart som beskrevs av William Trelease. Agave eggersiana ingår i släktet Agave och familjen sparrisväxter. Inga underarter finns listade i Catalogue of Life.

## Bildgalleri

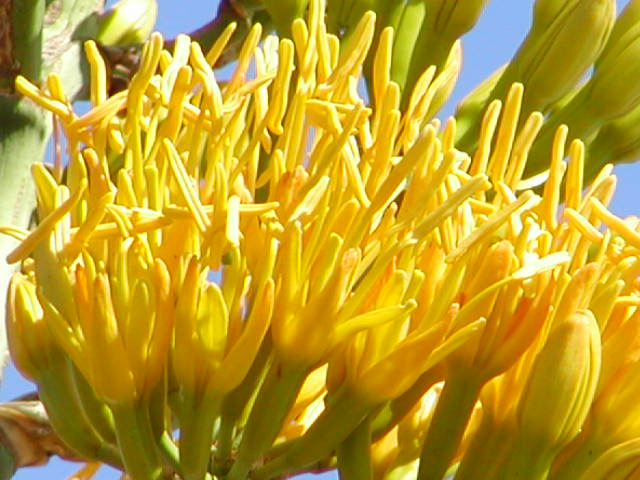